# Curtis Borchardt
Curtis Borchardt (Buffalo, 13 de setembro de 1980) é um ex-jogador norte-americano de basquete profissional que atuou na  National Basketball Association (NBA). Foi o número 18 do Draft de 2002.